# ガルバニャーテ・ミラネーゼ
ガルバニャーテ・ミラネーゼ（伊: Garbagnate Milanese）は、イタリア共和国ロンバルディア州ミラノ県にある、人口約27,000人の基礎自治体（コムーネ）。

## 地理

### 位置・広がり

#### 隣接コムーネ
隣接するコムーネは以下の通り。括弧内のVAはヴァレーゼ県所属を示す。
- アレーゼ
- ボッラーテ
- カロンノ・ペルトゥゼッラ (VA)
- チェザーテ
- ライナーテ
- セナーゴ

### 地震分類
イタリアの地震リスク階級 (it) では、4 に分類される
。

## 行政

### 分離集落
ガルバニャーテ・ミラネーゼには、以下の分離集落（フラツィオーネ）がある。
- Bariana, Santa Maria Rossa, Cascina Siolo